# Topsporthal Vlaanderen
Die Topsporthal Vlaanderen (deutsch Topsporthalle Flandern) ist eine Mehrzweckhalle in der belgischen Stadt Gent, Hauptstadt der Provinz Ostflandern. 

## Geschichte
Der Bau wurde durch eine öffentlich-private Partnerschaft aus der flämischen Regierung, Sport Vlaanderen, der Sportbehörde der flämischen Gemeinschaft, der Provinz Ostflandern, dem Flanders Expo und der Stadt Gent ermöglicht. Die Sporthalle wurde für die Leichtathletik-Halleneuropameisterschaften 2000 gebaut und rechtzeitig fertiggestellt. Der Innenraum verfügt über eine permanente Leichtathletikanlage mit 200-Meter-Bahn und sechs Spuren. Im Innenraum der Bahn werden der 60-Meter-Lauf, Hochsprung, Weitsprung, Dreisprung, Stabhochsprung und Kugelstoßen ausgeführt. Sie bietet sich eine Fläche von 2150 m², die auf 3000 m² erweitert werden kann. Es sind 3539 Sitzplätze verbaut, die zusätzlich auf über 5000 Sitzplätze erhöht werden können. Im Winter wird der Bau hauptsächlich für die Leichtathletik genutzt. Im Rest der Zeit wird die Arena für verschiedene Sportarten und Veranstaltungen genutzt. 2000 wechselte die Leichtathletikveranstaltung Indoor Flanders Meeting vom Flanders Expo in die Topsporthal Vlaanderen, dort blieb sie bis zur Einstellung 2014. 2001 fanden die Turn-Weltmeisterschaften in der Halle statt. Ebenfalls 2001 wurde die Begegnung der ersten Runde im Davis Cup zwischen Belgien und dem späteren Sieger Frankreich (0:5) in Gent ausgetragen. Die Fechteuropameisterschaften machten 2007 Station in der Topsporthal Vlaanderen. Es wurde auch die Boxveranstaltung Gents Boksgala in der Halle durchgeführt. Seit 2001 ist die Sporthalle Austragungsort der belgischen Leichtathletik-Hallenmeisterschaften. Darüber hinaus wurden von 2000 bis 2008 auch die niederländischen Leichtathletik-Hallenmeisterschaften in der belgischen Leichtathletikhalle ausgetragen. Die Halle bietet für Sportler mehrere Krafträume mit umfangreicher Ausstattung.
Der Bau liegt in einem Komplex mit Sport- und Freizeitanlagen im Naherholungsgebiet Blaarmeersen. Dazu gehören u. a. das überdachte Velodrom Vlaams Wielercentrum Eddy Merckx, die Regattastrecke Watersportbaan, Tennis- und Squash-Zentrum, verschiedene Trainingsplätze, ein Rugbyspielfeld, ein Skatepark, Blockhütten, Campingplätze, ein Spielplatz sowie ein Strand. In der Nähe liegt der Bahnhof Gent-Sint-Pieters.